# لیپایا
لیپایا (به آلمانی: Libau) یک شهر در لتونی با جمعیت ۸۲٬۳۸۶ نفر است که در لتونی واقع شده‌است.